# Loge Concordia Res Parvae Crescunt
Concordia Res Parvae Crescunt (dikwijls afgekort tot C.R.P.C.) is de oudste vrijmetselaarsloge in Sneek. De loge werkt onder de Orde van Grootoosten der Nederlanden en draagt hierbinnen loge nummer 40. De loge heeft Sneek en de Zuidwesthoek als verzorgingsgebied.

## Geschiedenis
Op 6 februari 1818 werd het verzoek tot stichting van deze loge gedaan en op 2 maart 1818 verleent de Grootmeester prins Frederik toestemming “voorloopig vrijmetselaars-arbeid te verrichten”. Vanaf 6 april 1818 is de loge actief.
Na het verlenen van de constitutie op 21 juni 1818, werd de loge geïnstalleerd op 13 mei 1820 door de Voorzittend Meester van Loge De Friesche Trouw. De loge ging 20 oktober 1838 in ruste, maar op 11 juli 1874 werd verzocht om tot heropening te mogen overgaan. De loge werd opnieuw geïnstalleerd op 19 december 1874.
In 2019 heeft de loge ongeveer 35 leden. Dit is een gemiddelde grootte.

## Betekenis naam
De naam van de loge betekent in het Nederlands “Door eendracht groeien de kleine dingen”. De spreuk is van de Romeinse geschiedschrijver Gaius Sallustius Crispus, die daar nog aan toevoegt: “discordia maximae dilabuntur” — door tweedracht vervallen de grote dingen. Een variatie voor “Eendracht maakt macht, tweedracht breekt kracht”. Het eerste gedeelte is ook het motto der Republiek der Zeven Verenigde Nederlanden, dat vanaf 1588 op de oude munten van de republiek stond.

## Huisvesting

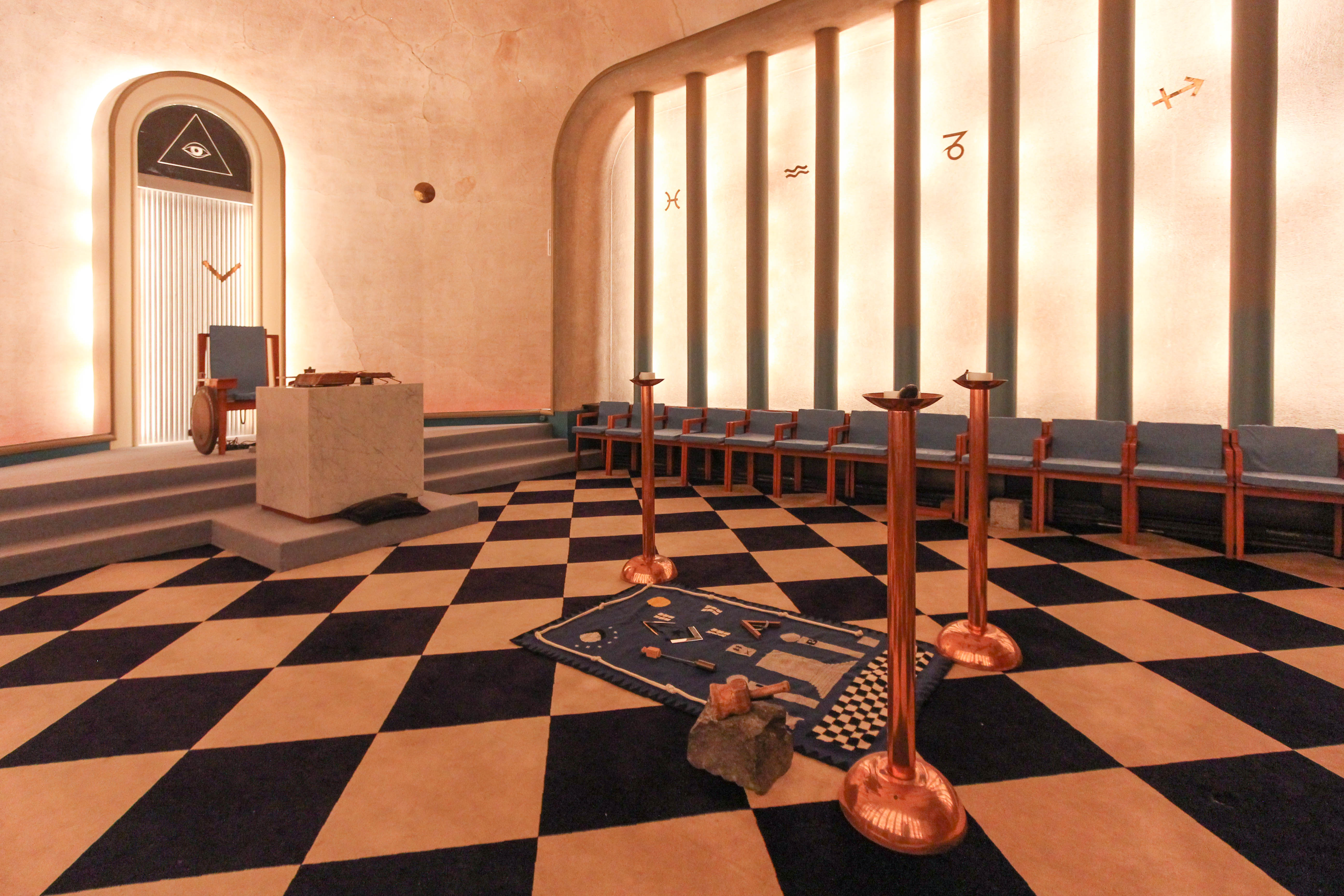
Baanderstempel Sneek

Het logegebouw van Sneek is gevestigd aan de Looxmagracht. Het gebouw werd in 1881 ingewijd als tempel en is sindsdien in gebruik door de loge. In Sneek is nog een vrijmetselaarsloge gevestigd genaamd Concordia ad Libertatem. Die kwam in 1984 voort uit Concordia Res Parvae Crescunt. Ook deze loge gebruikt sinds de oprichting van dit gezelschap het Sneker logegebouw.